# Paramariboplein

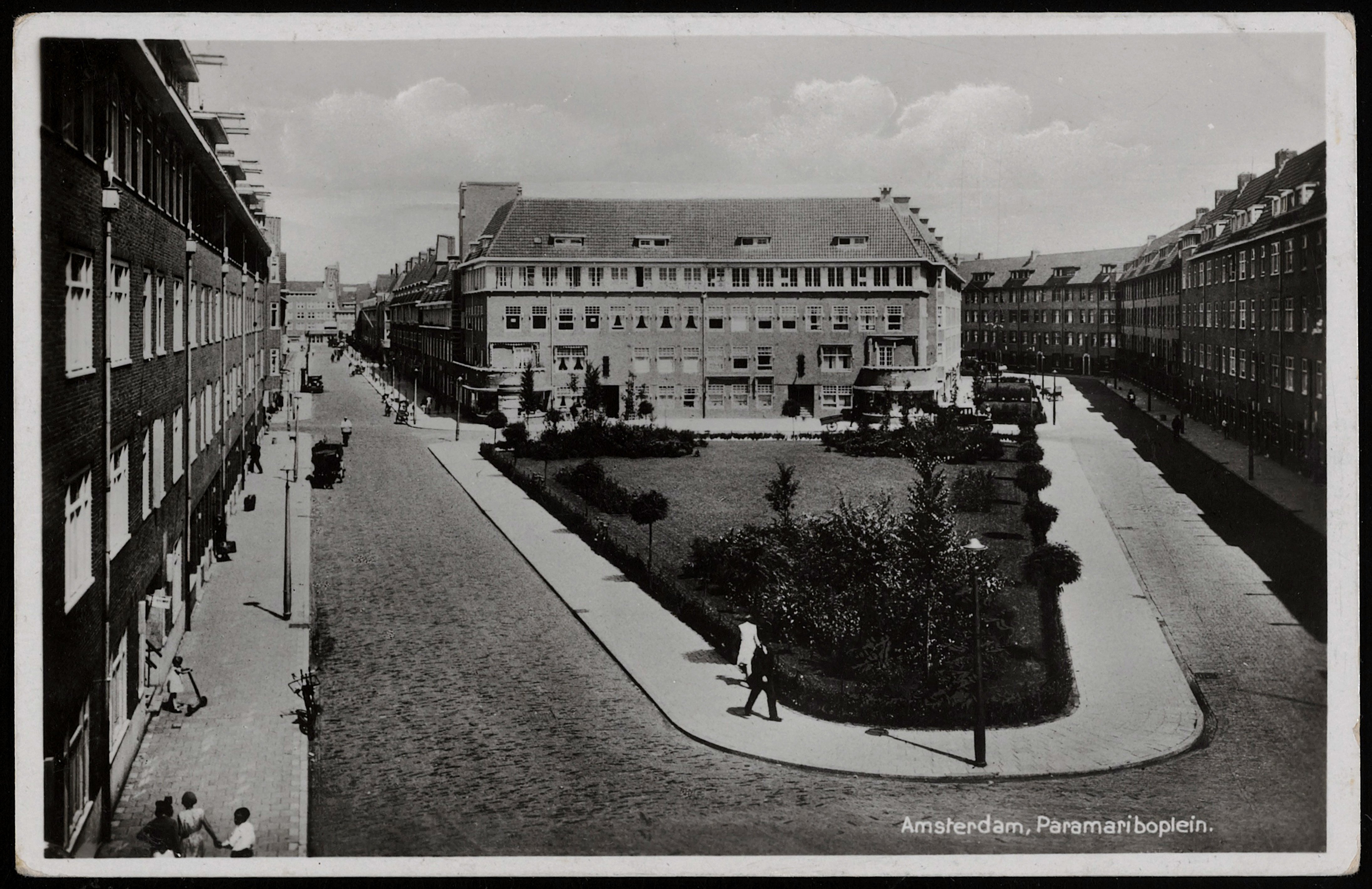
Paramariboplein in 1930

Het Paramariboplein is een plein in Amsterdam-West.

## Geschiedenis
Het plein is ingericht op de voormalige gronden van de gemeente Sloten. Die gemeente had enkel dorpsbebouwingen in een uitgestrekt groengebied, waar al eeuwen landbouw en veeteelt werd uitgeoefend. Het dorp Sloten was een kleine woonkern, die ook al eeuwenlang naar het noordoosten uitkeek op Amsterdam. Niet alleen de bebouwing van Amsterdam rukte op, maar ook het daarbij behorende bestuur in de vorm van gemeente Amsterdam kwam de stad steeds naderbij. Die expansiedrift raakte in de 19e eeuw de genoemde terreinen. Na diverse pogingen overvleugelde Amsterdam Sloten geheel; ze werd geannexeerd. Amsterdam had dringend grond nodig om de bevolking te kunnen huisvesten. De natuurlijke grens sinds 1896 bestaande uit de Kostverlorenvaart kon het nog 24 jaar lang volhouden, maar lag in 1921 ineens ook binnen de gemeente Amsterdam.

## Bouw
Al in de jaren vlak na de annexatie werd hier een woonwijk ingericht waarbij straten en pleinen werden vernoemd naar Surinaamse onderwerpen. Op 8 september 1926 kregen het Paramariboplein en de Paramaribostraat hun vernoeming naar Paramaribo, grootste woonkern in Suriname. De wijk kreeg vorm tussen de Postjeswetering, die noordzuid loopt en die vaart die schuin naar het noordoosten loopt. Het resultaat was dat hier een punt ontstond in het planologisch gebied tussen Hoofdweg die de wetering volgt en de Baarsjesweg die de vaart volgt. Het Paramariboplein is een naar het zuiden stekende punt in die driehoek. Het waren de jaren twintig toen de bouwstijl Amsterdamse School hoogtij vierde en de bebouwing aan het plein voldoet dan ook grotendeels aan die stijl, alhoewel in versoberde vorm. Er zijn hier behalve voor het trafohuisje uit 1951 gerenommeerde architecten bezig geweest. De oostelijk gevelwand werd ontworpen door Jo van der Mey, de westelijke door Theodorus Johannes Lammers en Commer de Geus. Opvallendst voor wat betreft de bouwstijl is de noordwand ontworpen door Lau Peters. Die heeft door zijn boogvorm, de galerijvormige bovenste ramenrij en de twee ronde uitstulpingen met balkon nog het meest weg van genoemde bouwstijl. Peters’ werk wordt hogelijk gewaardeerd; het is met orde 2 net geen gemeentelijk monument. De andere bebouwing wordt gezien als gangbaar.
In de jaren zestig kwam er hier een speelplaats met speeltoestellen ontworpen door Aldo van Eyck. Zo snel als die in Amsterdam kwamen, zo snel waren ze ook weer verdwenen. Het speelveld is aan de oostkant afgebakend door een keermuur; deze is in dezelfde bouwstijl gebouwd, maar komt uit 1977. Het plein werd door stadsfotografen weinig fotogeniek bevonden; op de Beeldbank van Amsterdam zijn nog geen 25 foto’s van het plein te vinden.

## Kunst
Er is hier weinig tot geen kunst in de openbare ruimte. Wel is het trafohuisje voorzien van minstens twee muurschilderingen. 

## Afbeeldingen

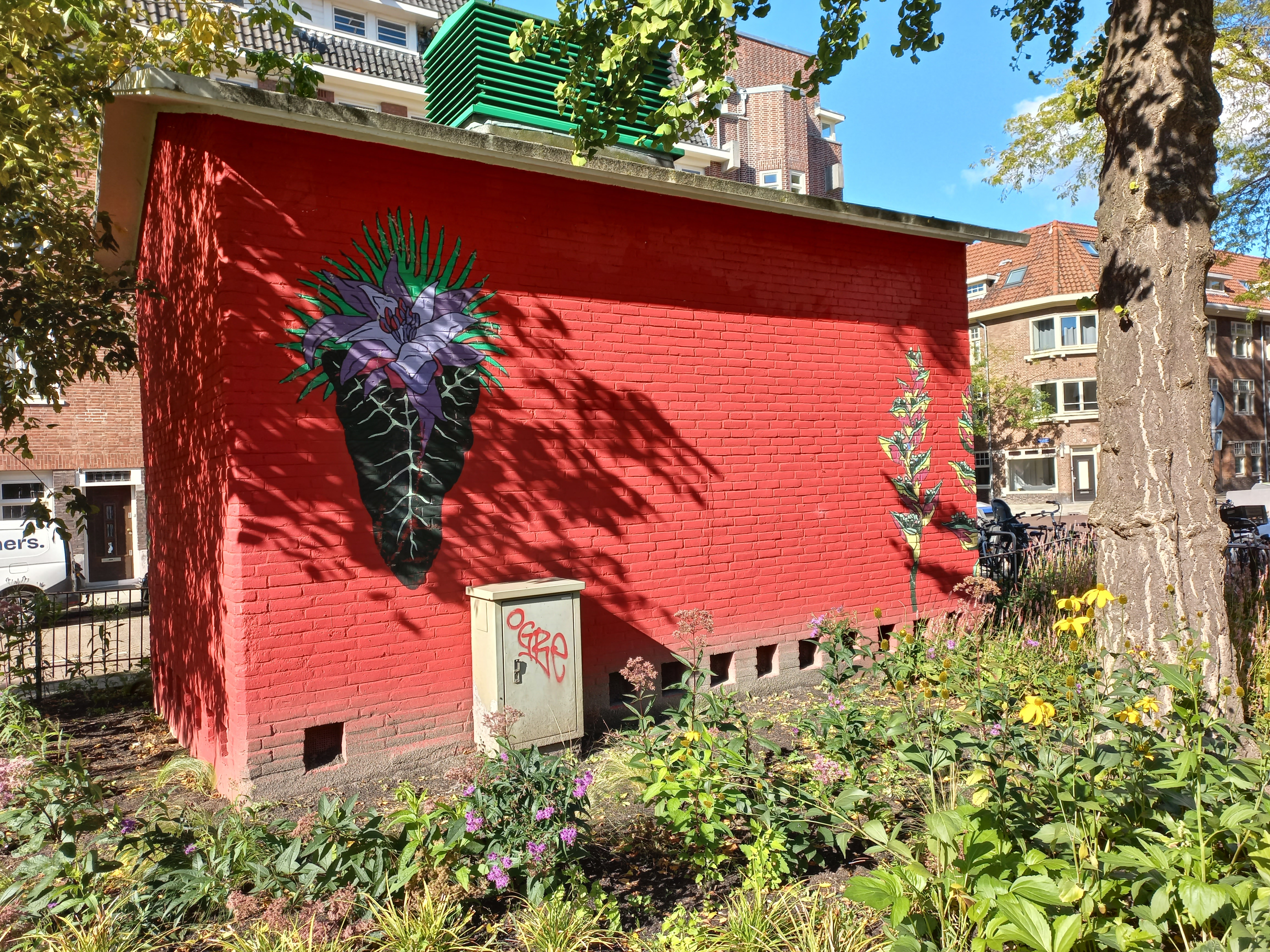
Muurschildering trafohuis (oktober 2024)
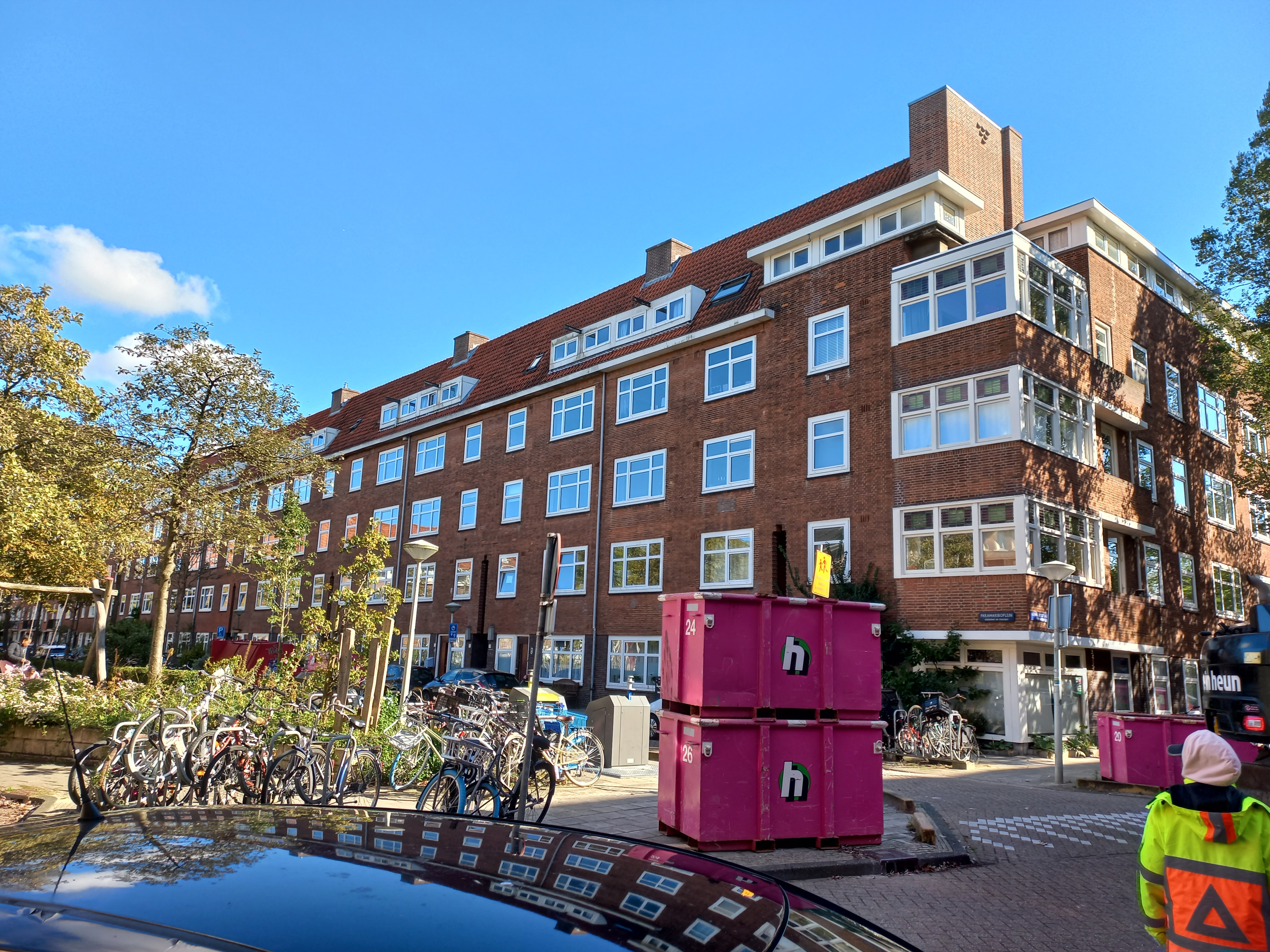
Paramariboplein 54-60 van Van der Mey (oktober 2024)
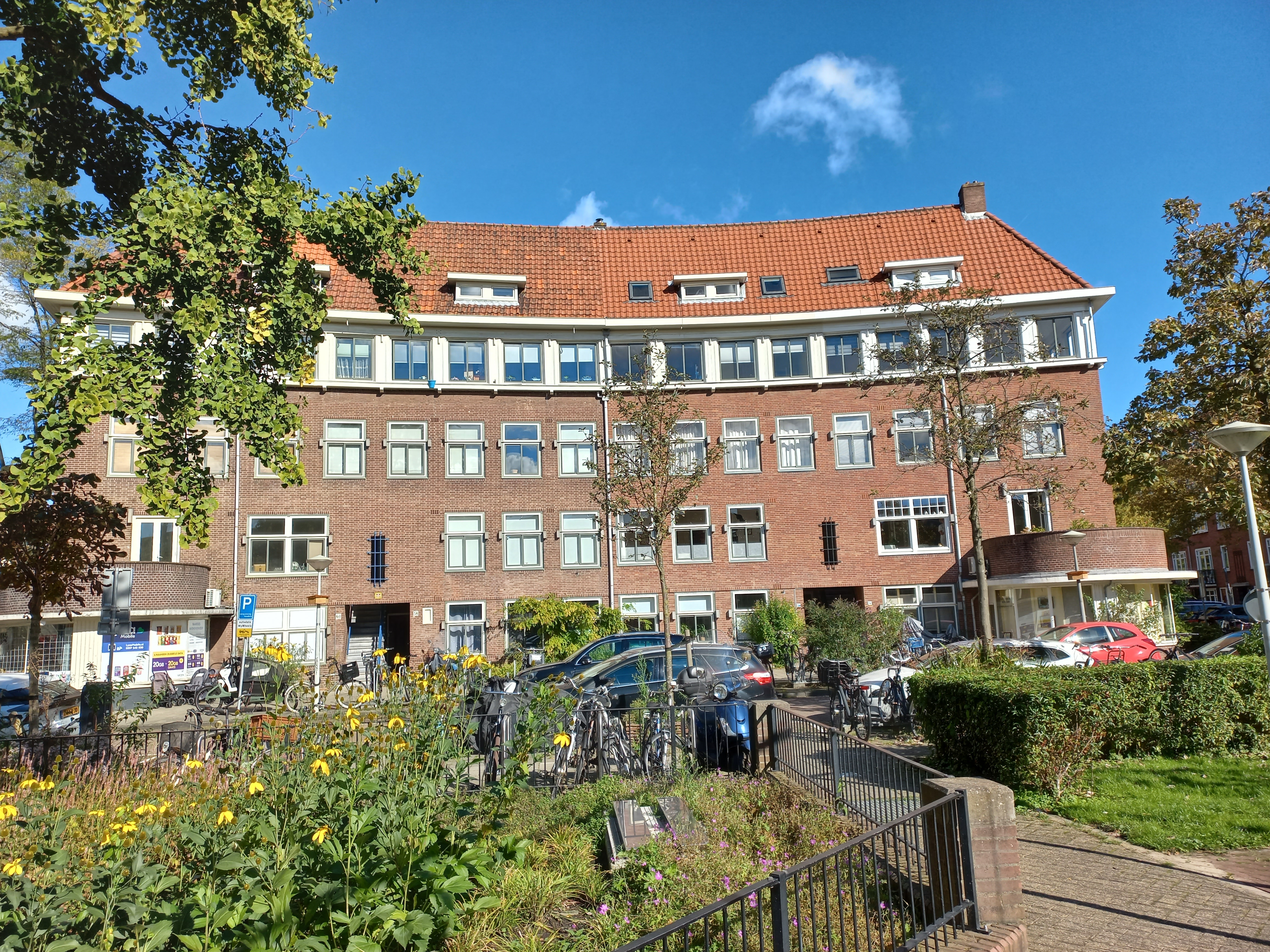
Paramariboplein 54-60 van Peters (oktober 2024)
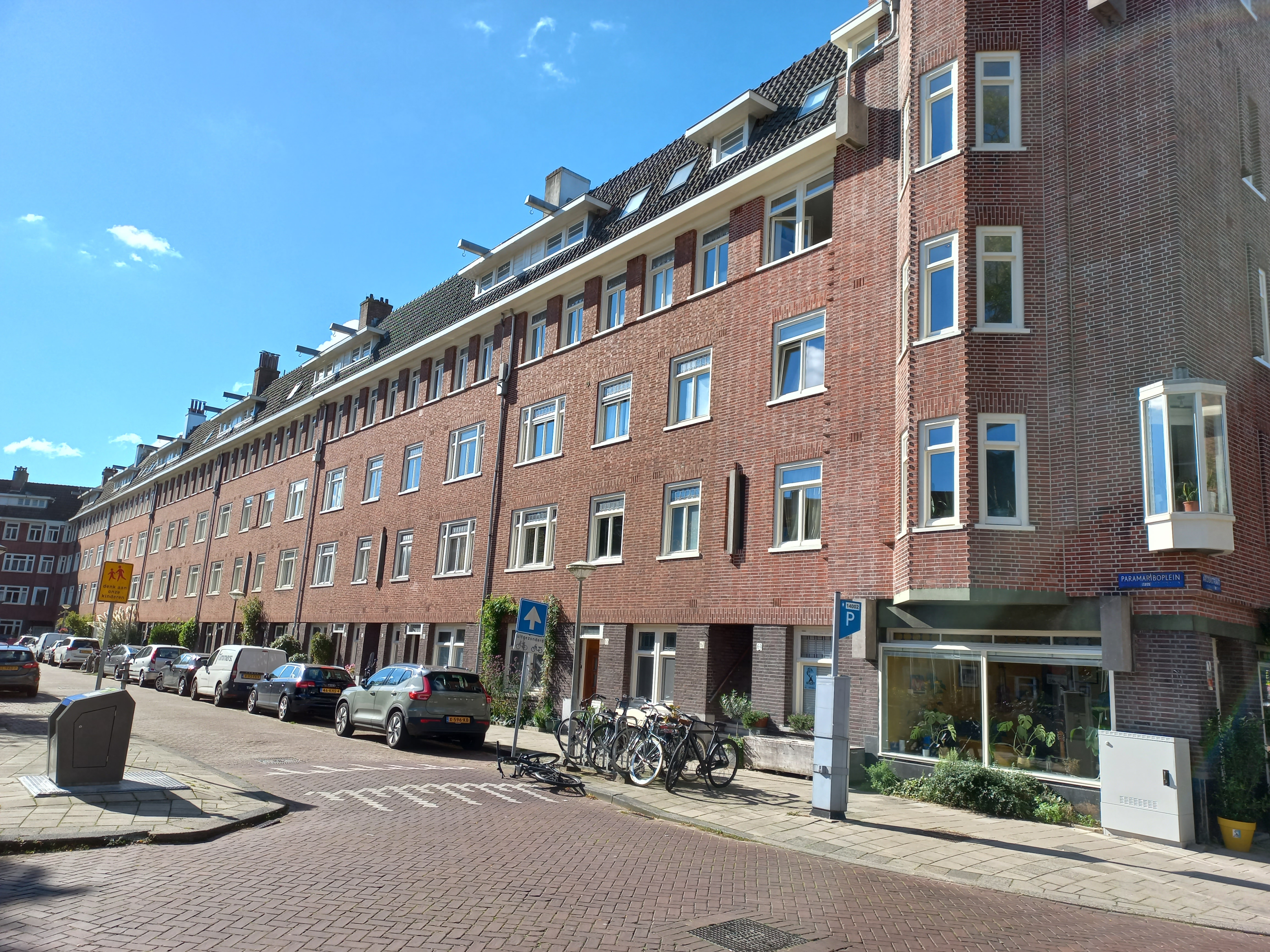
Paramariboplein 25-69 (oktober 2024)